# Gian Pietro Testa
Gian Pietro Testa (Ferrara, 24 settembre 1936 – Ferrara, 7 gennaio 2023) è stato un giornalista, poeta e scrittore italiano.

## Biografia
A partire dalla fine degli anni '60, Gian Pietro Testa ha scritto di cronaca nera e terrorismo, occupandosi dei casi di Piazza Fontana (fu il primo giornalista a entrare nella sede della Banca dell'Agricoltura il 12 dicembre del 1969) e della strage di Bologna. Il suo lavoro investigativo lo farà annoverare tra i cosiddetti "pistaroli", il gruppo di giornalisti d'inchiesta celebrato nel libro di Marco Nozza.
Ha lavorato in diversi quotidiani nazionali, tra cui Il Giorno, l'Unità, Paese Sera. È stato tra i fondatori del settimanale Avvenimenti e direttore del quotidiano napoletano Senzaprezzo e della rete televisiva NTV a Bologna.
Terminata l'attività di cronista, ha insegnato alla scuola di giornalismo di Bologna e al Carid dell'Università di Ferrara. Dal 1985 al 1992 è stato capo ufficio stampa del Comune di Ferrara e direttore del mensile Ferrara.
Nel 1976 ha pubblicato per Einaudi La strage di Peteano, libro-inchiesta sull'attentato di matrice di estrema destra avvenuto il 31 maggio 1972, in cui persero la vita tre carabinieri (il brigadiere Antonio Ferraro, i carabinieri Donato Poveromo e Franco Dongiovanni). Ai fatti del 2 Agosto 1980 alla stazione di Bologna dedicò invece Antologia per una Strage, raccolta di 84 poesie, una per ogni vittima. Sulla strage di Bologna ha scritto inoltre Terrorismo: la strategia che viene dall'alto, a cura dell'Associazione dei familiari delle vittime della strage di Bologna.
Negli anni ha alternato pubblicazioni di opere di poesia e di narrativa. 
Nel 2017 è stato insignito dall'Associazione Stampa di Ferrara del Premio alla carriera: "Tra gli anni Sessanta e Settanta del secolo scorso - si legge nella motivazione - scavò nel profondo delle trame più oscure della storia italiana".
È morto il 7 gennaio 2023, all'età di 86 anni.
Testa è stato anche pittore da cavalletto. Questa attività è stata mantenuta come espressione quasi privata e comunque collaterale rispetto alla scrittura. In qualche occasione i quadri sono stati anche esposti, e un suo lavoro è conservato nelle collezioni delle civiche Gallerie d'Arte Moderna e Contemporanea di Ferrara. Ispirandosi soprattutto al suo conterraneo Filippo de Pisis, Testa emulava i suoi paesaggi marini di impronta metafisica e passava dalla classica immagine del pesce all'inserimento di figure femminili e di simboli del Sessantotto, come una tanica con l'etichetta dell'esplosivo, o di elementi del consumismo e della pop art. Alla sua opera pittorica è stata dedicata recentemente una mostra (Ferrara, 2024)

## Opere

### Prosa e narrativa
- La strage di Peteano, Einaudi, Torino, 1976. ISBN 9788873816447
- Un Po di colori, libro fotografico, Silva, Parma, 1985
- Terrorismo: la strategia che viene dall'alto, Thyrus, Terni, 1986
- Obiettivo Ferrara, libro fotografico con foto di Luca Gavagna e postfazione di Roberto Pazzi, Liberty House, Ferrara, 1987
- Il linciaggio, Liberty House, 1988, riediz. Festina Lente Edizioni, Ferrara, 2013. ISBN 9788897589068
- Le stragi nere, Libera Informazione Editrice, Roma, 1992
- Don Rodrigo o la rivoluzione fallita, Di Renzo, Roma, 2003
- Lettera semiseria di un comunista al signor Dio Ill.mo, Tecom Project, Ferrara, 2004. ISBN 9788888704043
- Io sono il milite ignoto, Minerva Edizioni, Argelato, 2006
- Il rocchetto di Ruhmkorff, Minerva Edizioni, Argelato, 2013. ISBN 9788873817253
- Interviste infedeli. A Dio e a Satana, Este Edition, Ferrara, 2014. ISBN 9788867041305
- Il vestito di taffetà, Este Edition, Ferrara, 2018. ISBN 9788867042227
- Il caso singolare di Gesù e della cagnetta Evaristo, La Carmelina, Ferrara, 2020. ISBN 9788899365943
- L' odio. Ai compagni anarchici uccisi sulla strada della libertà, La Carmelina, Ferrara, 2023 ISBN 9791280645333

### Poesia
- Antologia per una Strage, Italo Bovolenta Editore, 1980, riediz. Minerva Edizioni, Ferrara, 2005
- I canti di Focomorto, Edizioni del Leone, Milano, 1985
- L'ultima notte di Savonarola. Dramma in un atto, Liberty House, Ferrara, 1990
- Il muschio del nord, Corbo Editore, Ferrara, 1995
- Una notte che la luna era morta, Book Editore, Riva del Po 2000
- Via di Gatta marcia, Minerva Edizioni, Argelato, 2009